# Oštećenje mozga
Oštećenje mozga ili ozljeda mozga ili neurotrauma uništenje je ili degeneracija moždanih stanica. Ozljede mozga uzrokovane su nizom unutarnjih i vanjskih čimbenika. Općenito, oštećenje mozga odnosi se na značajno, neselektivno oštećenje uzrokovano traumom, dok se neurotoksičnost obično odnosi na selektivno, kemijski izazvano oštećenje neurona.
Uobičajena kategorija s najvećim brojem ozljeda traumatska je ozljeda mozga nakon fizičke traume ili ozljede glave iz vanjskog izvora, a izraz stečena ozljeda mozga koristi se u odgovarajućim krugovima za razlikovanje ozljeda mozga koje se javljaju nakon rođenja od ozljeda, od genetskog poremećaja ili od urođenog poremećaja. Primarne i sekundarne ozljede mozga identificiraju uključene procese, dok žarišne i difuzne ozljede mozga opisuju težinu i mjesto.
Neuroplastičnost, koja omogućuje mozgu da se reorganizira nastankom novih neuronskih veza tijekom života, omogućuje reorganizaciju njegova rada. To omogućuje mozgu da kompenzira ozljede i bolesti.

## Znaci i simptomi
Simptomi ozljede mozga razlikuju se ovisno o težini ozljede ili o tome koliki je dio mozga zahvaćen. Tri kategorije koje se koriste za klasifikaciju ozbiljnosti ozljeda mozga su blage, umjerene ili teške.

### Lakše ozljede mozga
Simptomi blage ozljede mozga uključuju: glavobolju, zbunjenost, zujanje u ušima, umor, promjene u spavanju, raspoloženju ili ponašanju. Ostali simptomi uključuju: probleme s pamćenjem, koncentracijom, pažnjom ili razmišljanjem. Mentalni umor uobičajeno je iscrpljujuće iskustvo i pacijent ga ne može povezati s izvornim (manjim) incidentom. Narkolepsija i poremećaji spavanja česte su pogrešne dijagnoze.

### Srednje i teške ozljede mozga
Kognitivni simptomi uključuju: zbunjenost, agresiju, abnormalno ponašanje, nejasan govor i komu ili druge poremećaje svijesti. Tjelesni simptomi uključuju: glavobolje koje se pogoršavaju ili ne prestaju, povraćanje ili mučninu, grčeve, abnormalno proširene oči, nemogućnost buđenje iz sna, slabost u ekstremitetima i gubitak koordinacije.
Simptomi uočeni kod djece uključuju promjene u prehrambenim navikama, stalnu razdražljivost ili tugu, promjene u pažnji, poremećene obrasce spavanja ili gubitak interesa za igračke.